# Dosthill
Dosthill – dzielnica miasta Tamworth, w Anglii, w hrabstwie Staffordshire, w dystrykcie Tamworth. Leży 38 km na południowy wschód od miasta Stafford i 162 km na północny zachód od Londynu.